# Xã Richland, Quận Greene, Indiana
Xã Richland (tiếng Anh: Richland Township) là một xã thuộc quận Greene, tiểu bang Indiana, Hoa Kỳ. Năm 2010, dân số của xã này là 5.019 người.